# 李亮 (工程师)
李亮，华中科技大学教授，主要从事脉冲磁体分析、设计、制造及其应用方面的研究工作。入选中华人民共和国教育部2007年度"长江学者"特聘教授，曾主持中国国家大科学工程脉冲强磁场实验装置的建设工作。